# Koszmosz–119
A Koszmosz–119 (DSZ-U2-I) (oroszul: Космос 119) Koszmosz műhold, a szovjet műszeres műhold-sorozat tagja. technológiai műhold.

## Küldetés
A Koszmosz–97 programját folytatta. Az emberes űrkutatási program végrehajtását segítette.

## Jellemzői
Az OKB–1 tervezőirodában kifejlesztett, ellenőrzése alatt gyártott műhold. Dnyipropetrovszk (oroszul: Днепропетровск), Ukrajnában OKB–586 a Déli Gépgyár (Juzsmas) volt a központja több Koszmosz műhold összeszerelésének. Üzemeltetője a moszkvai honvédelmi minisztérium (Министерство обороны).
1966. május 24-én a Kapusztyin Jar rakétakísérleti lőtérről a Majak–2 indítóállásából egy Koszmosz–2 (11К63) típusú hordozórakétával juttatták Föld körüli, közeli pályára. Az orbitális egység pályája 98,8 perces, 48,3 fokos hajlásszögű, az elliptikus pálya perigeuma 208 kilométer, apogeuma 1202 kilométer volt. Hasznos tömege 250 kilogramm. Alakja hengeres, átmérője 1,2 méter, hossza 1,8 méter. A sorozat felépítését, szerkezetét, alapvető fedélzeti rendszereit tekintve egységesített, szabványosított tudományos-kutató űreszköz. Áramforrása kémiai, illetve a felületét burkoló napelemek energiahasznosításának kombinációja (kémiai akkumulátorok, napelemes energiaellátás – földárnyékban puffer-akkumulátorokkal).
Felépítését tekintve két félgömbbel lezárt hengeres test. A hengeres test köré építették a napelemeket. A hengeres részben a szolgálati egységeket (programvezérlő, adatrögzítő, telemetria). A hátsó félgömbben az energiaellátás kapott helyet. Az egyenletes belső hőmérsékletet cirkuláló gáz (nitrogén) biztosította. A hőegyensúlyt sugárzáselnyelő anyaggal, illetve zsalus radiátorral biztosították. Nagy frekvenciastabilitásával és kis sugárzási szögével alkalmas volt a nagy távolságú rádió-összeköttetések minőségének és a pályaelem-meghatározások pontosságának növelésére. A mérések összehasonlításával megállapítást nyert, hogy a készülék kifogástalanul, nagy stabilitással működött a sugárzási övezeteken kívül és belül, napfényben és földárnyékban egyaránt.
1966. november 30-án földi parancsra belépett a légkörbe és megsemmisült.